# Северна Обала (округ у Гамбији)
Северна Обала (енгл. North Bank) је један од шест округа у Гамбији. Административни центар Северне Обале је Кереван.

## Области
Средња Река је подељена на 6 области:
- Средњи Бадибу
- Џокду
- Доњи Бадибу
- Доњи Нјуми
- Горњи Бадибу
- Горњи Нјуми

## Становништво
| Година | Бр. становника |
| 1963.  | 63.045         |
| 1973.  | 93.388         |
| 1983.  | 112.225        |
| 1993.  | 156.462        |
| 2003.  | 172.806        |
| 2005.  | 175.564        |
| 2006.  | 176.793        |
| 2007.  | 177.911        |
| 2008.  | 178.704        |